# Иона (Проданов)
Епископ Иона (болг. Епископ Йона, в миру Иван Петков Проданов; 29 марта 1915, Пловдив — 12 декабря 1959, София) — епископ Болгарской православной церкви, титулярный епископ Агафоникийский, настоятель Бачковского монастыря.

## Биография
Основное образование получил в родном городе. Осенью 1928 года поступил в Пловдивскую духовную семинарию, которую окончил в 1934 году.
Летом того же года был принят послушником в Рильский монастырь, где его настоятелем архимандритом Флаваном (Поповым) был пострижен в монашество с именем Иона под духовное руководство архимандрита Кирилла (Мияка).
С сентября 1935 года был студентом богословского факультета Софийского университета святого Климента Охридского.
Во время своего обучения 5 октября 1930 года был пострижен в монашество и именем Иона, 21 ноября того же года был рукоположён в сан иеродиакона и служил епархиальным проповедником в Пловдивской епархии.
В 1939 году окончил Богословский факультет и 31 октября того же года был назначен учителем-воспитателем, эфимерием и библиотекарем Пловдивской духовной семинарии.
7 января 1940 года был возведён в сан иеромонаха.
7 января 1947 года по решению Священного Синода был возведён в сан архимандрита.
20 апреля 1947 года освобождён от послушаний в Пловдивской духовной семинарии и назначен игуменом (настоятелем) Бачковского монастыря. В периода его игуменства по его инициативе было восстановлено изгорялото в старо време западно крыло монастыря.
15 ноября 1949 года освобождён от должности игумена Бачковского монастыря и назначен главным секретарём Священного Синода.
30 декабря 1951 года в кафедральном храме-памятнике святого Александра Невского в Софии был хиротонисан в сан епископа с титулом «Агафоникийский».
15 июля 1955 года освобождён от должности секретаря Священного Синода и повторно игуменом на Бачковского монастыря. В таковой должности оставался до смерти.
Скончался 12 декабря 1959 года в Софии. Погребён в Бачковском монастыре.

## Публикации
- «Кратка история на Бачковския манастир»
- «Литургика за духовните училища» (изд. София 1950 г.).